# Cornelis Philippus Hofstede de Groot
Cornelis Philippus Hofstede de Groot (Groningen, 20 oktober 1829 - aldaar, 11 augustus 1884) was een Nederlands predikant en theoloog. Hij was een zoon van Petrus Hofstede de Groot.
Hij was predikant in de hervormde gemeente te Rottum (1856-1860), te Dwingeloo (1860-1864), te Purmerend (1864-1866), te Kampen (1866-1878). 
Daarna werd hij hoogleraar in de theologie te Groningen, alwaar hij ook overleed. Hij werd overleefd door zijn vader.
Hij was op zijn beurt de vader van de bekende kunsthistoricus Cornelis Hofstede de Groot. 

## Publicaties
- De Geschiedenis van het Protestantisme. Deel I, II, III. Amsterdam/Leiden 1876-1881

- Biografisch Portaal: 26962271
- Digitale Bibliotheek voor de Nederlandse Letteren: hofs011
- Gemeinsame Normdatei: 1222630397
- International Standard Name Identifier: 0000 0000 2375 3137
- Library of Congress Control Number: n82160015
- Nederlandse Thesaurus van Auteursnamen: 072173378
- Virtual International Authority File: 75209799
- WorldCat: E39PBJgRX4B8grFKQW6qrRCG73